# North American F-100 Super Sabre

North American F-100D Super Sabre

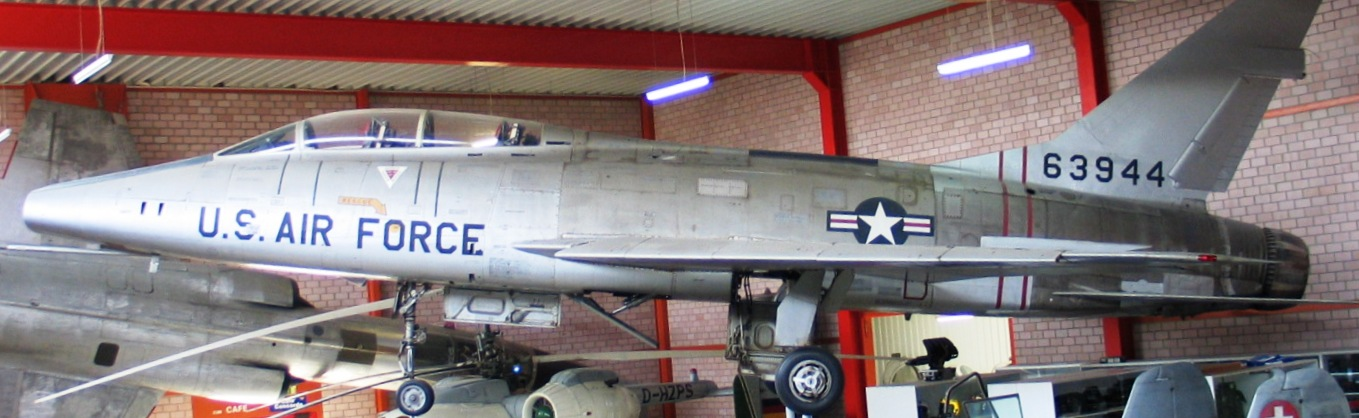
North American F-100F Super Sabre in de Flugausstellung L. + P. Junior (19 april 2006)

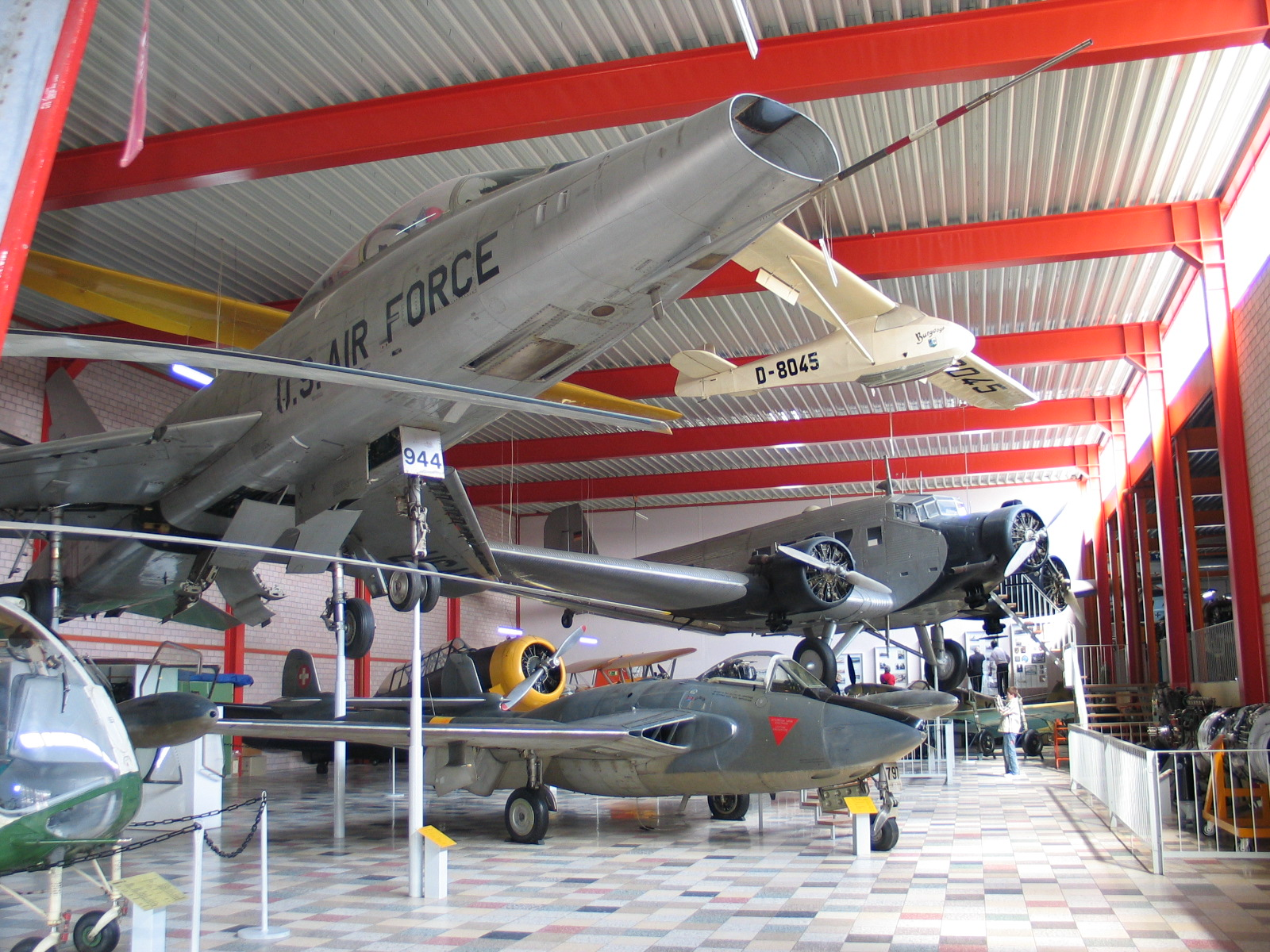
Een ander zicht op het toestel

De North American F-100 Super Sabre is een jachtvliegtuig dat eind jaren veertig door North American Aviation werd ontworpen.
Het was de eerste geslaagde poging om een jachtvliegtuig te bouwen dat in een horizontale vlucht supersonisch kon vliegen. De geluidsmuur werd met dit toestel in mei 1953 doorbroken en de Super Sabre vestigde op 29 oktober 1953 een wereldrecord toen het een snelheid van 1217 km/h haalde. In 1954 werd het vliegtuig bij de Amerikaanse luchtmacht operationeel. Voor de fabriek was het de opvolger van de F-86 Sabre.
Ondanks succesvolle vluchten zorgden in het begin een aantal crashes ervoor dat het toestel in 1954 een vliegverbod kreeg vanwege optredende instabiliteit bij hoge snelheden; een effect dat traagheidskoppel wordt genoemd (Engels: inertia coupling). Dit werd pas opgeheven nadat de fabrikant aanpassingen aan de vleugeltippen en een vergroot staartvlak had aanbracht. De Super Sabre is geproduceerd tot en met mei 1959. Er kwamen in totaal 2294 stuks van de productielijn.
De Amerikaanse luchtmacht heeft de F-100 intensief in operationeel gebruik gehad van 1954 tot en met 1971. Hierbij werd het continu voor grondondersteuningsmissies (Engels: close air support) ingezet gedurende de oorlog in Vietnam. Daarna werd het bij de Amerikaanse luchtmacht vervangen door de Chance Vought A-7 Corsair.
De Air National Guard behield de F-100 nog in dienst tot 1979.
De F-100 heeft ook gevlogen in diverse NAVO-luchtmachten. Zo heeft het toestel tot 1972 dienstgedaan bij de Franse luchtmacht, tot 1982 bij de Deense luchtmacht en tot 1985 bij de Turkse luchtmacht. De in Europa gestationeerde Amerikaanse toestellen waren gelegerd op de volgende vliegvelden:
| F-100’s fighter wings USAFE | Squadrons               | Locaties                                           |
| --------------------------- | ----------------------- | -------------------------------------------------- |
| 20th Tacical Fighter Wing   | 55, 77, 79 Tac Ftr Sqn  | RAF Wethersfield, RAF Woodbridge (VK)              |
| 36st TFW                    | 22, 23, 32, 53, 461 TFS | Bitburg airbase (West-Duitsland), Soesterberg (NL) |
| 48th Fighter Bomber wing    | 492, 493, 494 TBS       | Chaumont airbase (F)                               |
| 48th TFW                    | 492, 493, 494 TFS       | RAF Lakenheath (VK)                                |
| 49th TFW                    | 7, 8, 9 TFS             | Spangdahlem airbase (West-Duitsland)               |
| 50th TFW                    | 10, 81, 417 TFS         | Hahn airbase (West-Duitsland)                      |
| 388th TBW                   | 561, 562, 563 TBS       | Etain-Rouvres airbase (F)                          |
| 401st TFW                   | 307, 353, 613 TFS       | Torrejon airbase (E)                               |

Voorts waren F-100's tijdelijk gelegerd op deze locaties:
| F-100’s fighter wings Afrika | Locatie                        |
| ---------------------------- | ------------------------------ |
| 45th Fighter Day Squadron    | Sidi Slimane airbase (Marokko) |
| 7272th Fighter Trainer Wing  | Wheelus airbase (Libië)        |

De F-100 Super Sabre stond ook bekend onder de namen Supsab en de Hun. Beide zijn afkortingen, namelijk van Super Sabre en One Hundred.
Het toestel op de foto's is de F-versie, een tweezits trainerversie. De C- en D-versies vlogen in Vietnam als jager-bommenwerper. Zij waren gelegerd op de volgende vliegvelden:
| F-100’s fighter wings Vietnam | Squadrons                             | Locaties                |
| ----------------------------- | ------------------------------------- | ----------------------- |
| 3rd Tacical Fighter Wing      | 90, 510, 531 Tac Ftr Sqn              | Vliegbasis Biên Hòa     |
| 31st TFW                      | 136, 188, 306, 308, 309, 355, 416 TFS | Tuy Hoa airbase         |
| 35th TFW                      | 120, 352, 612, 614, 615 TFS           | Phan Rang airbase       |
| 37th TFW                      | 174, 355, 416, 612 TFS                | Phu Cat airbase         |
| 366th TFW                     | 352, 614, 615 TFS                     | Đà Nẵng airbase         |
| 474th TFW det 1               | 428, 429, 430, 478 TFS                | Vliegbasis Tân Sơn Nhứt |

Het Nationaal Militair Museum heeft een F-100D Sabre in de collectie. Het toestel heeft achtereenvolgens gevlogen voor de USAF, de Franse luchtmacht en weer de USAF. Op 20 januari 1988 werd het toestel opgeslagen namens het United States Air Force Museum. Acht jaar later kwam de F-100D naar Nederland en kreeg hier het kleurenschema van 32th Fighter Interceptor Squadron op Soesterberg in de jaren 1956-1960.